# Acacia lacertensis
Acacia lacertensis é uma espécie de leguminosa do gênero Acacia, pertencente à família Fabaceae.